# Magdalena Jaszek
Magdalena Barbara Jaszek – polska biotechnolog, dr hab. nauk biologicznych, profesor uczelni Instytutu Nauk Biologicznych Wydziału Biologii i Biotechnologii Uniwersytetu Marii Curie-Skłodowskiej w Lublinie.

## Życiorys
W 1994 ukończyła studia biotechnologii na Uniwersytecie Marii Curie-Skłodowskiej w Lublinie, 12 listopada 2003  obroniła pracę doktorską Wpływ stresu oksydacyjnego na niektóre aspekty metabolizmu wtórnego u grzybów rozkładających drewno, 18 stycznia 2017 habilitowała się na podstawie pracy zatytułowanej Stymulacja i zastosowanie potencjału biodegradacyjnego grzybów białej zgnilizny drewna.
Została zatrudniona na stanowisku profesora nadzwyczajnego w Instytucie Biologii i Biochemii na Wydziale Biologii i Biotechnologii Uniwersytetu Marii Curie-Skłodowskiej w Lublinie.
Jest profesorem uczelni Instytutu Nauk Biologicznych Wydziału Biologii i Biotechnologii Uniwersytetu Marii Curie-Skłodowskiej w Lublinie.
Postanowieniem  Prezydenta Rzeczypospolitej Polskiej z dnia 17 września 2020 r. została odznaczona Brązowym Krzyżem Zasługi. 